# Любомир Белогаски
Любомир Белогаски (на македонска литературна норма: Љубомир Белогаски) е виден югославски художник.

## Биография
Роден е в 1911 година в Царево село, тогава в Османската империя. Следва висше образование в Белград от 1931 до 1938 година. Белагоски е сред основателите на Дружеството на художниците на Македония в Скопие. От 1949 г. до излизането си в пенсия е професор в Архитектурния факултет на Скопския университет. Носител е на множество награди и отличия. Умира в 1994 година в Скопие.
Белогаски заедно с Василие Попович, Лазар Личеноски, Димитър Пандилов, Никола Мартиноски, Томо Владимирски, Вангел Коджоман и скулптора Димо Тодоровски е сред основателите на модерното изкуство в Социалистическа Република Македония. Белогаски е един от първите художници акварелисти в Република Македония.